# Proplatycnemis protostictoides
Proplatycnemis protostictoides – gatunek ważki z rodziny pióronogowatych (Platycnemididae). Endemit Madagaskaru; znany jest tylko z okazu typowego zebranego w 1952 roku w Parku Narodowym Tsingy de Namoroka w zachodniej części wyspy.